# Manuel Maples Arce
Manuel Maples Arce, född 1898 i Papantla de Olarte, Veracruz, Mexiko, avliden 26 juni 1981, var en mexikansk poet, främst känd för att ha grundat den litterära rörelsen stridentismen år 1921 för vilken han skrivit två manifest. Det första manifestet, från 1921, kallades "Actual No. 1" och består av 14 punkter. Det spreds längs Mexico Citys gator nattetid, precis såsom det andra manifestet gjorde på nyårsafton 1922, men då istället i Puebla. Som stridentist skrev han tre volymer poesi, där han bland annat behandlar det positiva med teknologins framfart under 20-talet. Stridentisterna levde ett skandalöst liv, vilket under lång tid gav Maples Arce ett dåligt rykte som poet.
1922 publicerades hans första avantgardistiska diktsamling, Andamios interiores (Poemas radiográficos), som bland annat Jorge Luis Borges kommenterade. 1924 släpptes Urbe (Super-poema bolchevique en 5 cantos); 1929 gavs den ut i översättning av John Dos Passos, möjligtvis första gången en mexikansk diktsamling och ett spanskspråkigt avantgardistiskt verk översatts till engelska. Poemas interdictos gavs ut 1927. Hans sista verk, efter ett långt uppehåll, var Memorial de la sangre från 1947.
Maples Arce började med studier i juridik, men kom efter två år att börja skriva ikonoklastiska, stridentistiska dikter. Hans poetiska bana möjliggjordes av att flytta till Mexico City, vilket också påverkade hans poesi. Hans poesi kom att förändras under hans levnadstid, med nya sociala och teoretiska idéer och dimensioner. Stridentismen har dock inte rönt större anseende som modernistisk rörelse på världsskala.
Maples Arce intervjuades av Roberto Bolaño 1976, och nämns som en före detta avantgardistisk poet i Bolaños roman De vilda detektiverna.